# Słobódka (sielsowiet Gudogaje)
Słobódka (biał. Слабодка, Słabodka; ros. Слободка, Słobodka) – wieś na Białorusi, w obwodzie grodzieńskim, w rejonie ostrowieckim, w sielsowiecie Gudogaje, w pobliżu Ostrowca.
Znajduje się tu przystanek kolejowy Kamionka, położony na linii Mołodeczno – Gudogaje.

## Historia
W czasach zaborów wieś, trzy osady w gminie Polany, w powiecie oszmiańskim, w guberni wileńskiej Imperium Rosyjskiego. W 1905 roku wieś liczyła 251 mieszkańców, 247 dziesięcin. Pierwsza osada liczyła 1 mieszkańca i 1 dziesięcinę, własność Łapszewicza, druga osada liczyła 8 mieszkańców, 1 dziesięcinę, własność Lewina, trzecia osada liczyła 5 mieszkańców, 1 dziesięcinę, własnośc Ogzy .
Po I wojnie światowej pod administracją polską, w Zarządzie Cywilnym Ziem Wschodnich. W latach 1920–1922 w składzie Litwy Środkowej.
Od 11 kwietnia 1922 wieś leżała w Polsce, w województwie wileńskim, w powiecie oszmiańskim, w gminie Polany. 
W 1931 wieś w 55 domach zamieszkiwało 268 osób.
Wierni należeli do parafii rzymskokatolickiej w Gudogajach. Miejscowość podlegała pod Sąd Grodzki w Oszmianie i Okręgowy w Wilnie; właściwy urząd pocztowy mieścił się w Oszmianie.
Po II wojnie światowej w granicach Związku Sowieckiego. Od 1991 w niepodległej Białorusi.